# سرخس بلوطی
سرخس بلوطی (نام علمی: Gymnocarpium dryopteris) نام یک گونه از راسته بسپایک‌سانان است.